# تپه بسوک
تپه بسوک مربوط به سدهٔ ۱۲–۱۰ ه.ق است و در شهرستان ارومیه، بخش صومای برادوست، دهستان برادوست، روستای شکفتک علیا واقع شده و این اثر در تاریخ ۲۵ آبان ۱۳۸۷ با شمارهٔ ثبت ۲۳۵۴۳ به‌عنوان یکی از آثار ملی ایران به ثبت رسیده است.